# Wystawa kotów
Wystawa kotów – 

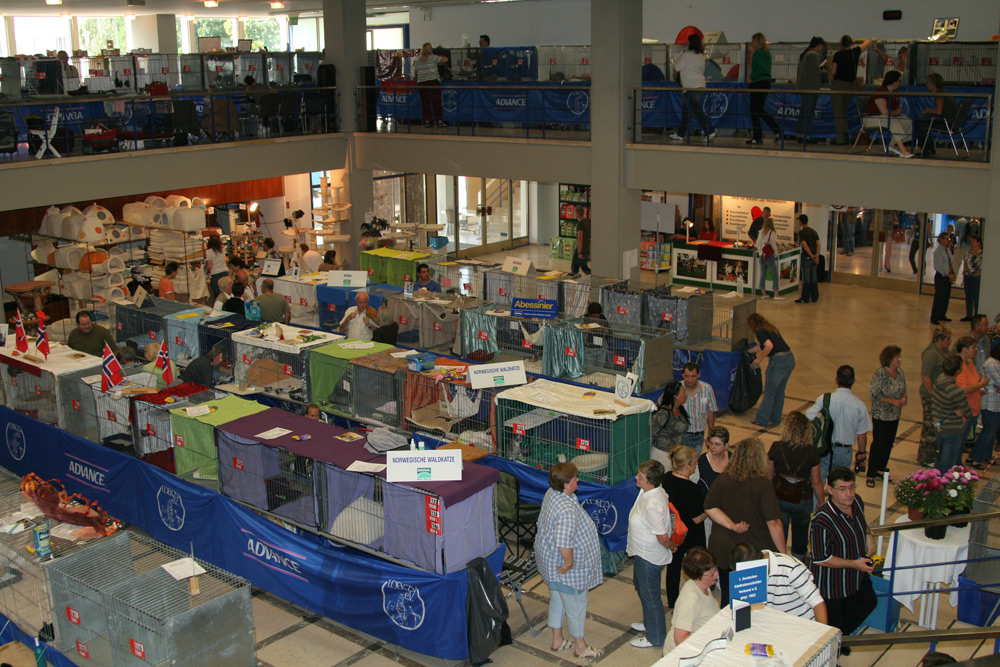
Wystawa kotów

Podczas wystaw organizowanych przez Fédération Internationale Féline osobno oceniane są koty, kotki oraz kastraty. Ponadto koty podzielone są na kategorie, rasy oraz odmiany i grupy barwne.
Każdy kot oceniany jest ze względu na zgodność ze standardem i może maksymalnie otrzymać 100 pkt:
- ocena doskonała EX (ang. excellent) – minimum 88 pkt
- ocena bardzo dobra SG/VG (ang. very good) – minimum 76 pkt
- ocena dobra G (ang. good) – minimum 61 pkt

W każdej klasie cztery pierwsze koty otrzymują lokaty od 1 do 4

Kot który w klasie dorosłej i kastratów otrzymał ocenę najwyższą, może otrzymać certyfikat.
Kotki i kocury oceniane są oddzielnie. Kastraty i kastratki nie są porównywane z pozostałymi kotami.
BIV – Best in Variety – najlepszy kot w kolorze – porównywane są co najmniej 3 koty w danej grupie kolorystycznej (z podziałem na klasy wystawowe).
BIV Total – przyznawany dla całej grupy kolorystycznej.
BIV Neuter – Best in Variety Neuter – najlepszy kastrat lub kastratka w kolorze.
NOM BIS – nominacja do Best in Show wystawy. Sędziowie wybierają najlepszego kota z danej kategorii. NOM BIS jest wybierany spośród ras z danej kategorii, ocenianych u danego sędziego. Sędzia może nominować po jednym: dorosłym kocurze, dorosłej kotce, kastrowanym kocurze, kastrowanej kotce, młodzieży i kociaku.
BOS – Best Opposite Sex – najlepszy kot w Best In Show pod kątem płci w danej kategorii (kot dorosły lub kastrat).
BIS – Best In Show – najlepszy kot dorosły, kastrat, młodzież i kociak w danej kategorii.
BIC – Best In Category – najlepszy w kategorii – w porównaniu kotów z tytułem BIS w danej kategorii.
BOB – Best Of Best – najlepszy z najlepszych. Porównanie zwycięzców wszystkich kategorii. Wyboru dokonują międzynarodowi sędziowie wszystkich ras. Kot z tym tytułem jest najlepszym kotem danego dnia wystawy.

## Klasy
- Klasa kociąt (nr klasy 12)

Grupa wiekowa dla kociąt od 4. do 7. miesiąca życia.

Najwyższe odznaczenie: EX1

Odznaczenie w finale: Best in Show (BiS)
- Klasa młodzieży (nr 11)

Grupa dla kotów w wieku 7-10 miesięcy.

Najwyższe odznaczenie: EX1

Odznaczenie w finale: Best in Show (BiS)
Pięciokrotne wygranie w klasie 12 i 11 zapewnia kotu tytuł: Zwycięzca Młodzieży (Junior Winner)
- Klasa otwarta (nr 9)

Grupa dla kotów dorosłych – wyżej 10. miesiąca życia

Najwyższe odznaczenie: certyfikat na championa CAC (fr. Certificat d'Aptitude Championat) może otrzymać tylko jeden kot w klasie.
Uzyskanie 3xCAC od trzech różnych sędziów nadaje kotu tytuł championa
- Klasa Championów (nr 7)

Grupa dla kotów i kotek już posiadających ten tytuł. Najwyższe odznaczenie: certyfikat na Inter Championa
- Klasa Inter Championów (nr 5)

Grupa dla kotów które trzy razy od trzech różnych sędziów zdobyły certyfikat na międzynarodowego championa (CACIB), i przynajmniej jeden tych certyfikatów jest certyfikatem międzynarodowym. Najwyższe odznaczenie: certyfikat na Grand Inter Championa
- Klasa Grand Inter Championów (nr 3)

Grupa dla kotów, które 6 razy zdobyły certyfikat na Grand Inter Championa (CAGCIB), przy czym co najmniej dwa z nich muszą pochodzić z dwóch różnych krajów, a wystawić musi je przynajmniej trzech różnych sędziów. Od 2007 r. dopuszczalne są również nowe zasady: kot musi zdobyć osiem certyfikatów CAGCIB od 4 różnych sędziów w 2 różnych krajach podczas 8 międzynarodowych wystaw pod patronatem.
- Klasa Supreme Championów (nr 1) (do 31.12.2008 " Klasa Europejskich Championów")

To najwyższa klasa wystawowa. Aby się w niej znaleźć kot musi otrzymać 9 certyfikatów na Europejskiego Championa (CACE), dwa z nich muszą pochodzić z różnych krajów, a wystawić powinno je co najmniej trzech różnych sędziów. Od 2007 r. dopuszczalne są również nowe zasady: kot musi zdobyć jedenaście certyfikatów CACE od 6 różnych sędziów w 2 różnych krajach podczas 11 międzynarodowych wystaw
W tej klasie koty nie są już oceniane, a jedynie otrzymują honorowe wyróżnienie za udział w wystawie HP (ang. Honour Prize), mogą jednać brać udział w nominacjach do "Best in Show" oraz "Best in Variety"

## Klasy kastratów
Kastrowanym kotom także przyznaje się nagrody. Odpowiednikiem "championa" jest tu tytuł "Premiora"
- Klasa kastratów (nr klasy 10)

Najwyższe odznaczenie: certyfikat na Premiora (CAP) (fr. certificat apitude premiorat)
- Klasa Premiorów (nr 8)

Grupa dla kotów, które trzy razy zdobyły CAP. Najwyższym odznaczeniem jest certyfikat na Inter Premiora.
- Klasa Inter Premiorów (nr 6)

Grupa dla kotów, które trzy razy zdobyły CAPIP. Najwyższym odznaczeniem jest certyfikat na Grand Inter Premiora.
- Klasa Grand Inter Premiorów (nr 4)

Grupa dla kotów, które sześć razy zdobyły CAGPIP.
- Klasa Supreme Premiorów (nr 2) (do 31.12.2008 "Klasa Europejskich Premiorów")

Najwyższa klasa wystawowa kastratów.

## Inne klasy
- Klasa kotów domowych (nr klasy 14)

Koty domowe nie otrzymują na wystawach ocen tylko lokaty, ale po otrzymaniu opisu mogą być nominowane do "Best in Show"
- Klasa nowicjatu (nr 13A)

- Klasa kontrolna (nr 13B)

- Klasa poza konkurencją (nr 15A) – gość wystawy, nie podlega ocenie sędziowskiej

- Klasa hodowlana (nr 15B) – koty w wieku nie niższym niż 10 miesięcy, które chcą uzyskać kwalifikację hodowlaną

- Klasa miotów (nr 16) – minimum 3 kociaki z tego samego miotu

- Klasa weteranów (nr 17A) – koty w wieku od 7 do 10 lat

- Klasa seniorów (nr 17B) – koty powyżej 10 lat

## Wady dyskwalifikujące
Wadami, które dyskwalifikują koty na wystawach są:
- agresja
- brak jąder lub jądra u niekastrowanych kocurów powyżej 10 miesięcy
- przebywanie pod wpływem środków odurzających
- zbyt widoczne zabiegi kosmetyczne
- usunięcie (amputacja) pazurów
- wyraźna choroba
- brud (pasożyty, brudne uszy)
- polidaktylizm (za dużo palców) lub olidaktylizm (za mało palców)
- niepoddanie się oficjalnej kontroli weterynaryjnej na wystawie
- karłowatość
- głuchota
- ślepota
- zez
- białe znaczenie nie dopuszczone przez standard
- ciąża i karmienie młodych u kotek
- przepuklina pępkowa